# Phacellodomus ruber
Phacellodomus ruber là một loài chim trong họ Furnariidae.